# Amore di principe
Amore di principe (Des jungen Dessauers grosse Liebe) è un film del 1933 diretto da Arthur Robison. Interpretato da Willy Fritsch e da Trude Marlen, racconta in maniera romanzata la storia d'amore tra il principe Leopoldo I di Anhalt-Dessau e la borghese che diventò sua moglie, Anna Luisa Föhse, la figlia del farmacista di Dessau.

## Trama
Nella cittadella dove è di stanza un reggimento, il principe Leopold si innamora della figlia del farmacista. Ma sua madre, la principessa, cerca di ostacolare l'amore dei due giovani, facendo presente al figlio che non può sposarsi con una borghese. La principessa approfitta dell'assenza di Leopold che deve andare con il suo reggimento a Berlino per sfilare davanti all'imperatore, per costringere Anneliese a sposarsi con il maestro di scuola. Leopold, scoperti i maneggi di sua madre, manda il suo aiutante a rapire la ragazza per poterla sposare in segreto. La madre, intanto, chiede all'imperatore di emanare un ordine per vietare un matrimonio tra un aristocratico e un borghese: l'imperatore la accontenta ma, al contempo, redige un documento dove Anneliese è elevata per decreto ad Altezza. In questo modo, la principessa sarà soddisfatta e i due giovani potranno sposarsi.

## Produzione
Il film fu prodotto dall'Universum Film (UFA). Il titolo originale Des jungen Dessauers große Liebe si traduce con Il grande amore del giovane Dessauer (cioè, abitante di Dessau: il principe in seguito sarebbe stato soprannominato der Alte Dessauer, ovvero il Vecchio di Dessau).

### Personaggi storici
Leopoldo I di Anhalt-Dessau (1676-1747) fu principe di Anhalt-Dessau e Feldmaresciallo dell'esercito prussiano. Nel 1698, si sposò con una borghese nonostante la contrarietà di sua madre Enrichetta Caterina.
Anna Luisa Föhse (1677 - 1754) era la figlia del farmacista di Dessau. Nel 1701, tre anni dopo il matrimonio, fu fatta principessa dall'imperatore. Ebbe notevole influenza sul marito che spesso seguì anche in battaglia.

## Distribuzione
Distribuito dall'Universum Film (UFA), uscì nelle sale cinematografiche tedesche il 22 dicembre 1933 presentato in prima a Berlino all'Ufa-Palast am Zoo.

## Note

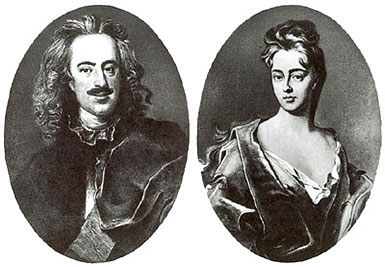
Leopoldo I di Anhalt-Dessau e Anna Luise Föhse